# Орта-Касиль
Орта-Касиль (азерб. Orta Qəsil) — село в Гюльбендинском административно-территориальном округе Агдашского района Азербайджана.

## Этимология
Название происходит от слов «орта» (с азерб. — «средний») и «Касиль» (ойконим). Название обозначает «Средний Касиль», так как село расположено между селами Ашагы Касиль (Нижний Касиль) и Юхары Касиль (Верхний Касиль).

## История
В 1926 году согласно административно-территориальному делению Азербайджанской ССР село относилось к дайре Агдаш Геокчайского уезда.
После реформы административного деления и упразднения уездов в 1929 году был образован Касильский сельсовет в Агдашском районе Азербайджанской ССР.
Согласно административному делению 1961 года село Орта Касиль входило в Касильский сельсовет Агдашского района Азербайджанской ССР, но уже к 1977 году было переподчинено Гюльбендинскому сельсовету.
В 1999 году в Азербайджане была проведена административная реформа и внутри Гюльбендинского административно-территориального округа был учрежден Гюльбендинский муниципалитет Агдашского района, куда и вошло село.

## География
Орта Касиль расположен на берегу реки Турианчай.
Село находится в 1 км от центра муниципалитета Гюльбенда, в 6 км от райцентра Агдаш и в 235 км от Баку. Ближайшая железнодорожная станция — Ляки.
Село находится на высоте 42 метра над уровнем моря.

## Население
| Численность населения | Численность населения |
| 1985                  | 2009                  |
| --------------------- | --------------------- |
| 310                   | ↗376                  |

Население преимущественно занимается растение- и животноводством.

## Климат
| Показатель                                             | Янв. | Фев. | Март | Апр. | Май  | Июнь | Июль | Авг. | Сен. | Окт. | Нояб. | Дек. | Год  |
| ------------------------------------------------------ | ---- | ---- | ---- | ---- | ---- | ---- | ---- | ---- | ---- | ---- | ----- | ---- | ---- |
| Средний суточный максимум, °C                          | 7,0  | 8,2  | 12,6 | 20,5 | 25,4 | 29,9 | 33,4 | 32,3 | 28   | 21,1 | 14,2  | 9,1  | 20,1 |
| Средняя температура, °C                                | 3,0  | 4,2  | 8,1  | 14,7 | 19,5 | 23,9 | 27,1 | 26,1 | 22,2 | 16   | 10    | 5,1  | 15,0 |
| Средний суточный минимум, °C                           | −0,9 | 0,2  | 3,6  | 8,9  | 13,7 | 18   | 20,9 | 19,9 | 16,4 | 10,9 | 5,9   | 1,2  | 9,9  |
| Норма осадков, мм                                      | 25   | 30   | 35   | 42   | 57   | 42   | 22   | 26   | 27   | 55   | 33    | 27   | 421  |
| Источник: http://en.climate-data.org/location/992259/6 |      |      |      |      |      |      |      |      |      |      |       |      |      |

Среднегодовая температура воздуха в селе составляет +15,0 °C. В селе семиаридный климат.

## Инфраструктура
В советское время близ села располагалась молочно-товарная ферма.
В селе расположена библиотека.